# Pristimantis quinquagesimus
Pristimantis quinquagesimus là một loài động vật lưỡng cư trong họ Strabomantidae, thuộc bộ Anura. Loài này được Lynch & Trueb mô tả khoa học đầu tiên năm 1980.